# Hiptage benghalensis

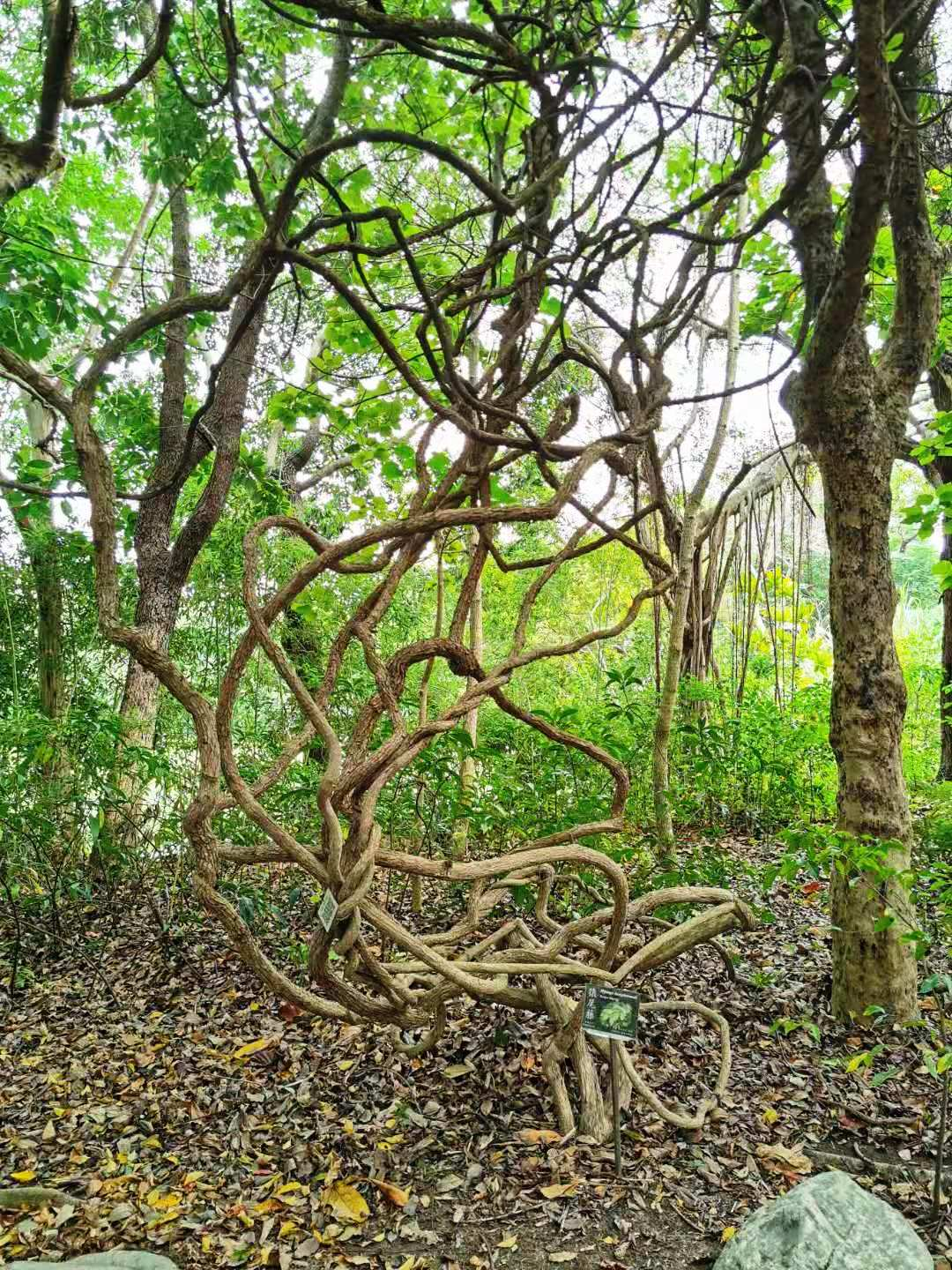
Holzige Sprossachsen

Hiptage benghalensis ist eine Pflanzenart in der Familie der Malpighiengewächse aus Pakistan, Indien, Sri Lanka, Südostasien bis ins südliche China und Taiwan. Die Art zählt zu den 100 gefährlichsten Neobiota weltweit.

## Beschreibung
Hiptage benghalensis wächst als immergrüne, verholzende Kletterpflanze, Liane viele Meter hoch oder weit. Die Sprossachsen können einige Zentimeter dick werden.
Die kurz gestielten Laubblätter sind gegenständig. Sie sind eiförmig, -lanzettlich bis lanzettlich, bis zu 19 Zentimeter lang, ledrig, fast kahl, bespitzt bis zugespitzt oder geschwänzt und ganzrandig. Unterseits sind die Blätter heller, schwach behaart und an der Basis können Drüsen vorhanden sein. Die bis 1 Zentimeter langen Blattstiele sind rinnig. Es sind kleine Nebenblätter vorhanden.
Es werden kurze, end- oder achselständige, leicht fein bräunlich behaart Trauben gebildet. Es sind jeweils nur wenige Blüten gleichzeitig geöffnet. Es sind abfallende Tragblätter unten an Blütenstielen vorhanden. Die duftenden, kurz gestielten, weißen bis rosa Blüten sind zwittrig mit doppelter Blütenhülle. Der fein behaarte Blütenstiel ist mit einem „Gelenk“ unterteilt und da sitzen zwei kleine Vorblätter. Die dachigen, eiförmigen bis verkehrt-eiförmigen und abgerundeten, grün-rötlichen, knapp verwachsenen Kelchblätter sind fein behaart. An der Kelchbasis sitzt eine auffällige, große, eiförmige und grün-rötliche Drüse. Die zurückgelegten, faltigen, kurz genagelten und fransigen, außen fein behaarten Petalen sind etwa 1 Zentimeter groß, eines mit zwei Öhrchen, manchmal auch mehrere, besitzt im unteren Teil einen gelben Fleck. Die 10 an der Basis verwachsenen Staubblätter sind ungleich lang, eines ist deutlich länger, mit dickerem Staubfaden, wie die anderen ebenfalls ungleichen. Der oberständige und behaarte Fruchtknoten, mit einseitig drei kleinen Anhängseln (Flügeln), ist leicht dreilappig mit einem langen, im unteren Teil teils fein behaarten, gebogenen Griffel mit kleiner, kopfiger Narbe.
Die bis dreisamigen Flügelnüsse sind dreiflügelig. Die kleine, feinhaarige Nuss kann seitlich-zentral ein kleines Anhängsel, einen Kamm, besitzen. Die papierigen Flügel sind ungleich lang, ein großer ist bis 7 Zentimeter lang, die zwei kürzen, schmäleren seitlichen sind bis 3 Zentimeter lang.

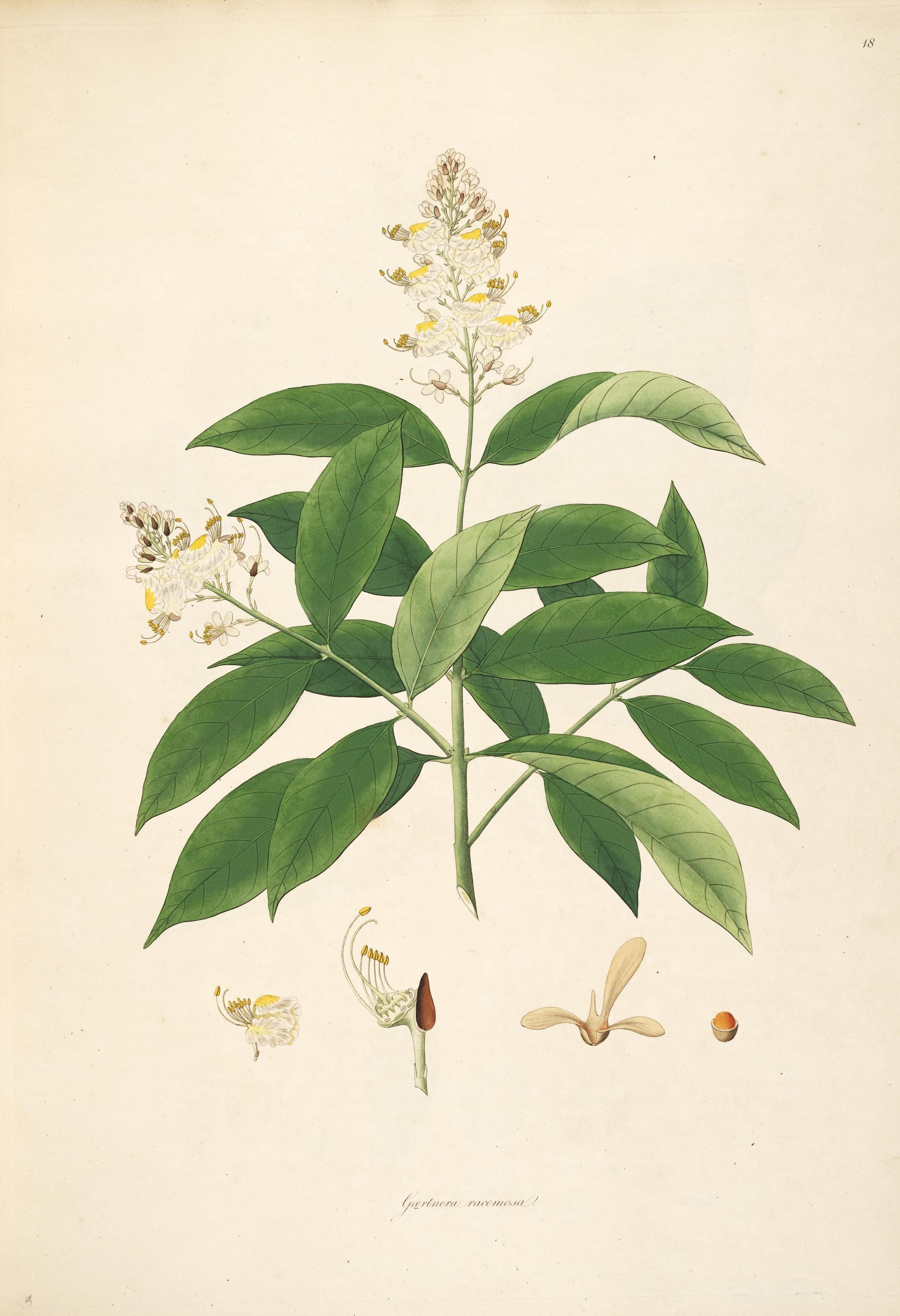
Illustration
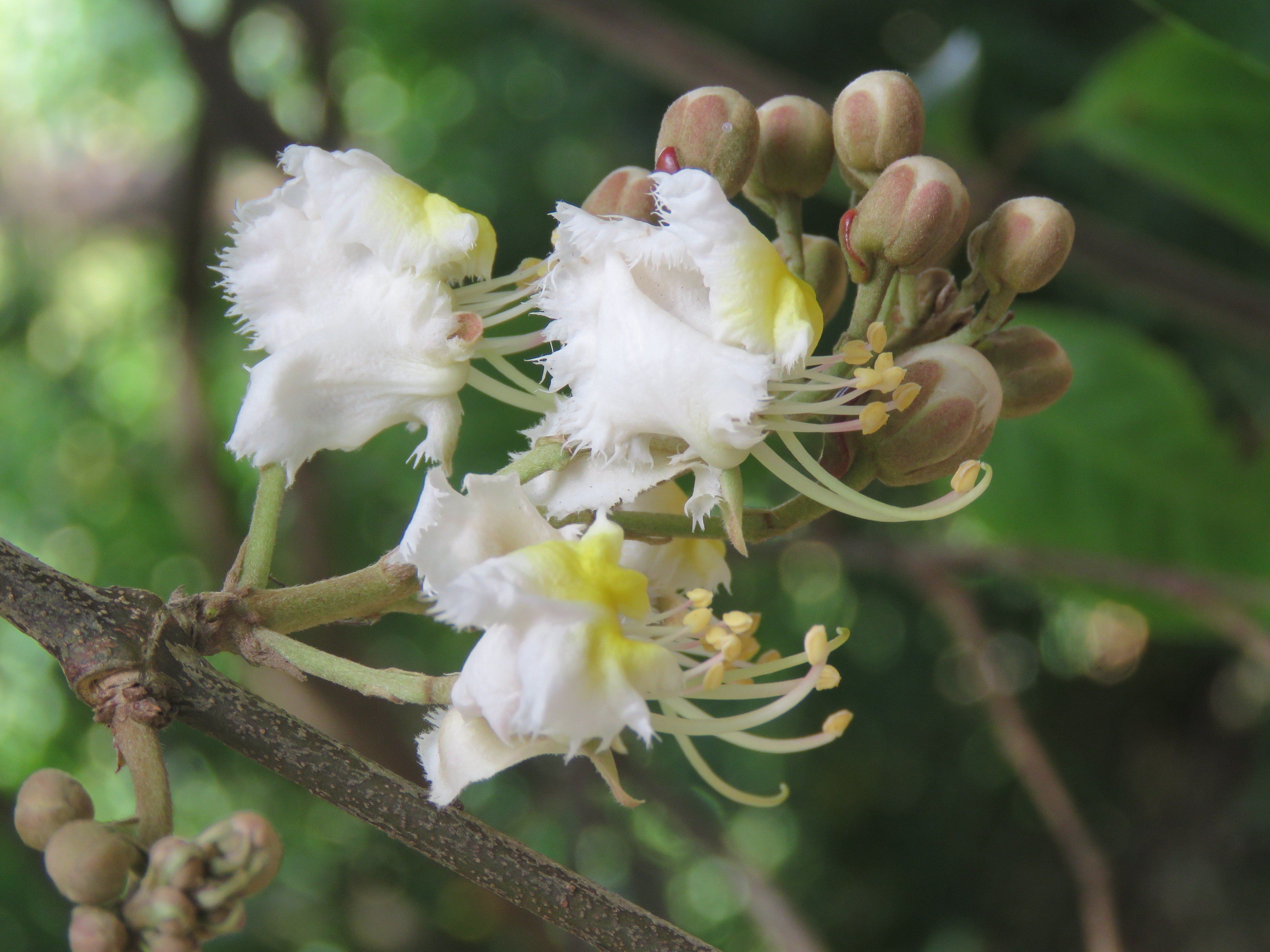
Blüten
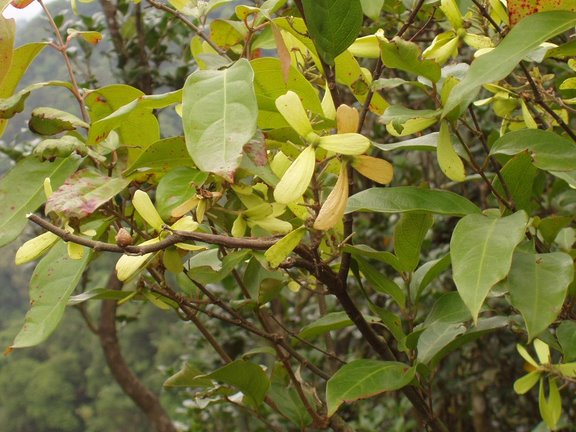
Früchte